# M10 Booker
M10 Booker je pásové obrněné vozidlo vyvíjené v rámci modernizačního programu armády Spojených států amerických Mobile Protected Firepower (MPF). Je jednou z dílčích částí modernizačního programu Next Generation Combat Vehicle, majícího za cíl vývoj bojového vozidla, které ve schopnostech americké armády zaplní mezeru vzniklou vyřazením lehkých tanků M551 Sheridan roku 1997. Původně měl lehké tanky Sheridan nahradit nový typ M8 Armored Gun System (M8 AGS), ale jeho vývoj byl zrušen roku 1996.
Vozidlo se vyznačuje nízkou hmotností, logistickou nenáročností a vysokou taktickou i strategickou mobilitou. Americká armáda jej nepovažuje za lehký tank, neboť v tamním kontextu lehké tanky historicky plnily průzkumné úkoly. Vozidlo M10 má naopak bojovat v první linii. Mimo jiné má poskytovat palebnou podporu, vést manévrový způsob boje, bojovat s obrněnými jednotkami a ničit opevněné body nepřítele.
Přidělení oficiálního jména vozidlu bylo původně předpokládáno na podzim 2023, ale posléze bylo již v červnu 2023 oznámeno označení M10 Booker, podle vojína Roberta Bookera padlého ve druhé světové válce, a seržanta Stevona Bookera, padlého ve válce v Iráku. První sériově vyrobené vozidlo M10 americká armáda převzala v dubnu 2024. Celkem plánovala zakoupit až 504 vozidel. V květnu 2025 ministr armády Daniel P. Driscoll informoval o zrušení programu M10 Booker.

## Vývoj

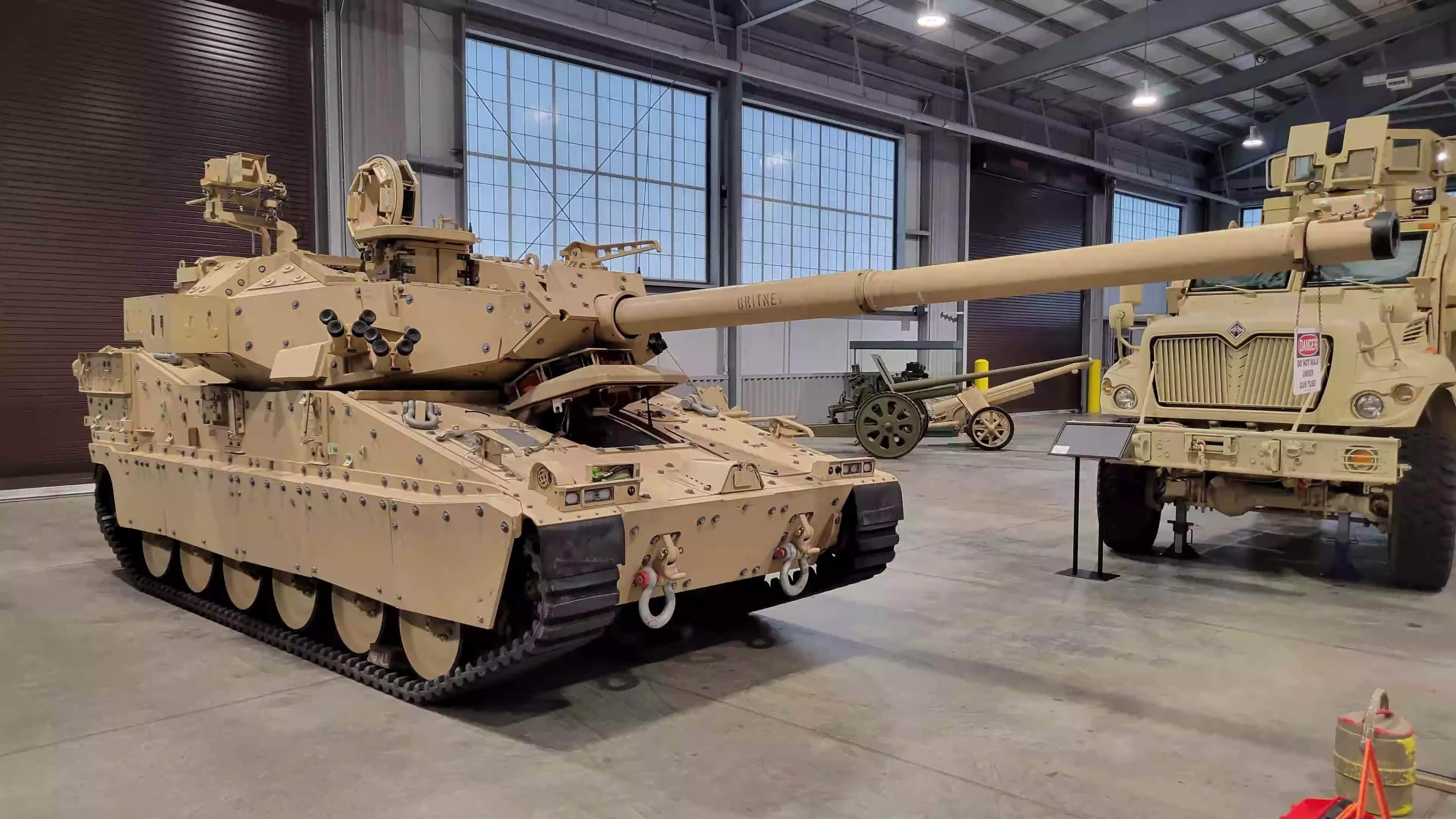
Neúspěšný prototyp MPF od společnosti BAE Systems

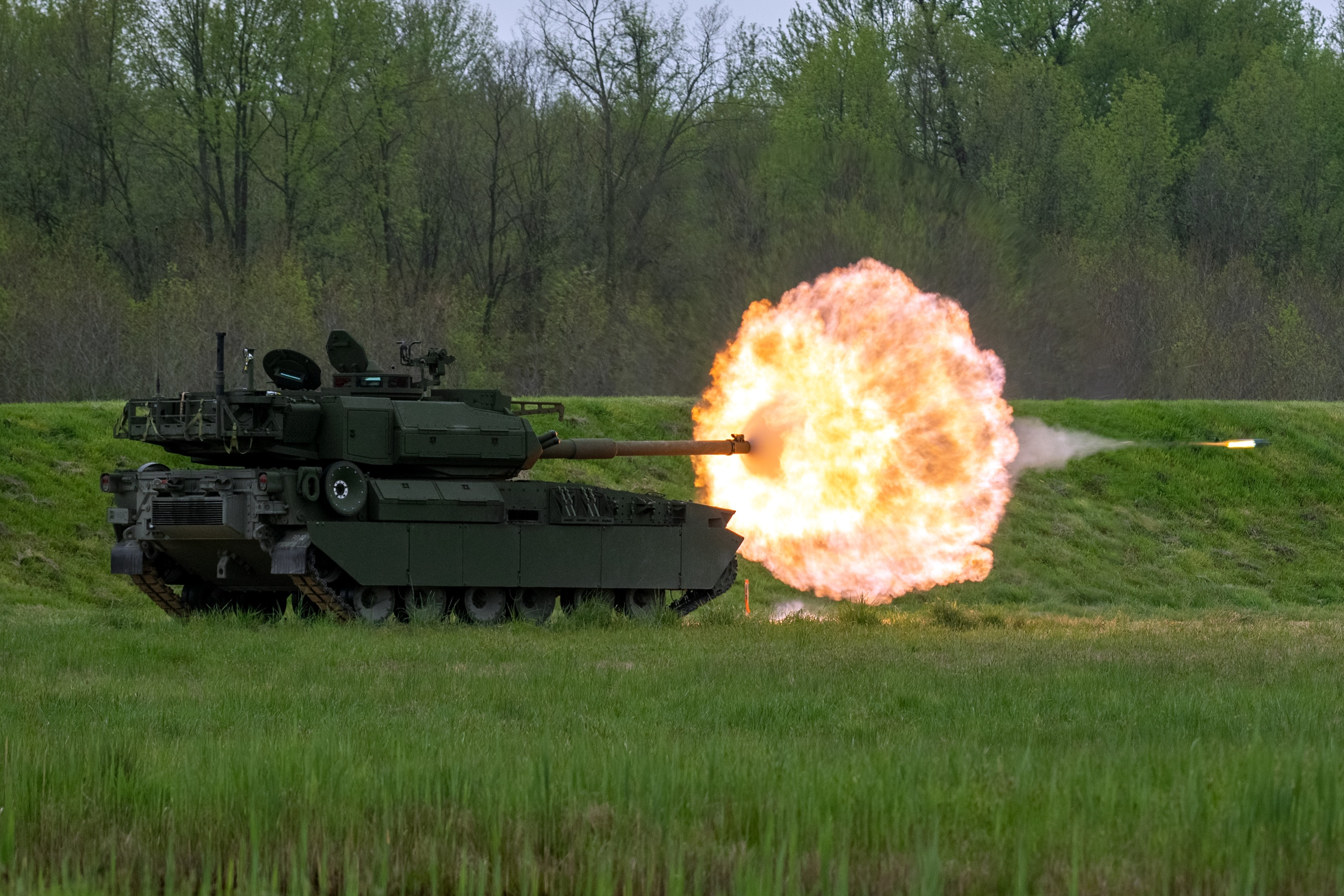
M10 Booker

Program MPF byl zahájen roku 2015. Pro urychlení vývoje měly být v maximální míře využity osvědčené technologie. Do užšího výběru postoupila dvě vozidla. Společnost BAE Systems nabídla modernizovanou verzi lehkého tanku M8 AGS. Ten byl vyvíjen od 80. let 20. století jako náhrada za lehké tanky M551 Sheridan, ale roku 1996 byl program zastaven a do programu MPF jej společnost BAE Systems nabídla znovu. Konkurenční výrobce General Dynamics Land Systems (GDSL) nabídl vozidlo Griffin II, jehož podvozek je odvozen od bojového vozidla General Dynamics Ajax. Roku 2020 armáda získala po dvanácti prototypech obou vozidel za účelem zkoušek.
Dne 29. června 2022 armáda zveřejnila, že vítězem programu se stala zbrojovka GDSL. Společnost získala kontrakt ve výši 1,14 miliardy dolarů na výrobu 96 vozidel v režimu LRIP (Low-Rate Initial Production, počáteční výroba v nízkém objemu). Dodání první série 26 kusů bylo plánováno na prosinec 2023 a vyzbrojení první kompletní jednotky na rok 2025. Armáda plánovala získání až 504 lehkých vozidel tohoto typu. V dubnu 2024 americká armáda převzala první vozidlo M10 ze sériové výroby.
M10 byl určen především pro americké pěší brigády IBCT (Infantry Brigade Combat Team) a výhledově ho měly získat také SBCT (Stryker Brigade Combat Team), postavené na platformě Stryker. V rámci SBCT měl Booker nahradit již vyřazené kolové vozidlo M1128 se 105mm kanonem.
V květnu 2025 byl projekt M10 Booker zrušen. Stalo se tak v rámci rozsáhlé transformace americké armády, kterou nařídil ministr obrany Pete Hegseth. Škrty postihly i řadu dalších programů, včetně bitevních vrtulníků AH-64D, obrněných vozidel JLTV a transportérů AMPV. Do zrušení projektu armáda odebrala 80 vozidel M10.

## Konstrukce

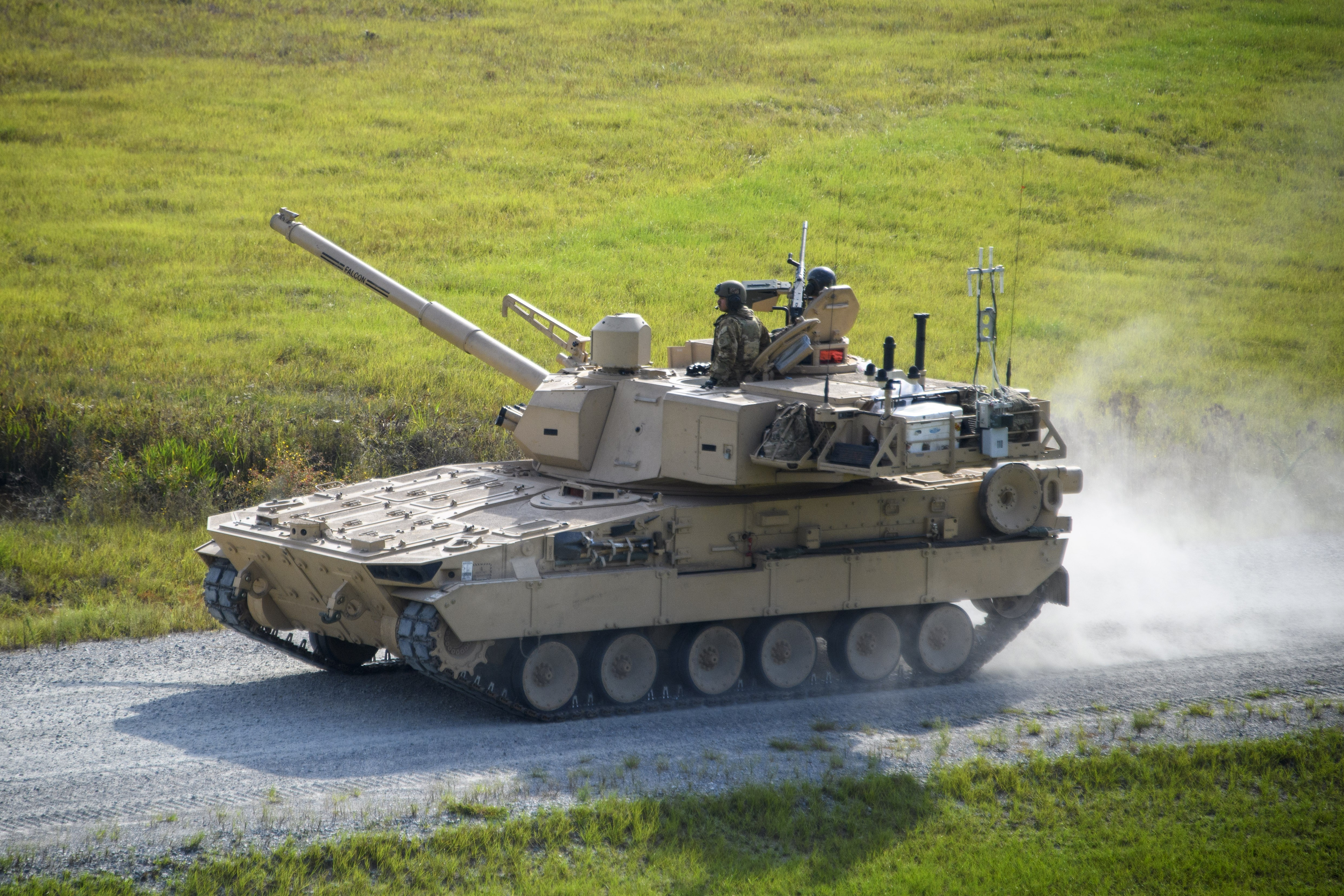
M10 Booker

Vozidlo M10 Booker má hmotnost přibližně 38 tun (hmotnost tanku M1A2 Abrams přesahuje 70 tun). Využívá derivát systému řízení palby tanků M1A2 SEPv3 Abrams. Hlavní výzbrojí je 105mm kanón M35 umístěný v otočné dělové věži, která je přepracovanou a odlehčenou verzí věže z tanků M1 Abrams. Kanón je schopen střílet tříštivo trhavé protitankové střely (HEAT) a protipancéřové šípově stabilizované podkaliberní střely (APFSDS). Sekundární výzbroj představuje koaxiální 7,62mm kulomet M240B a 12,7mm kulomet M2HB lafetovaný u velitelského poklopu.
Osmiválcový vznětový motor MTU 8V 199 o výkonu 805 hp spolu s převodovkou Allison 3040 MX cross-drive dokážou vyvinout rychlost 72 km/h vpřed a dojezd je přibližně 480 km.